# Manawatū Standard

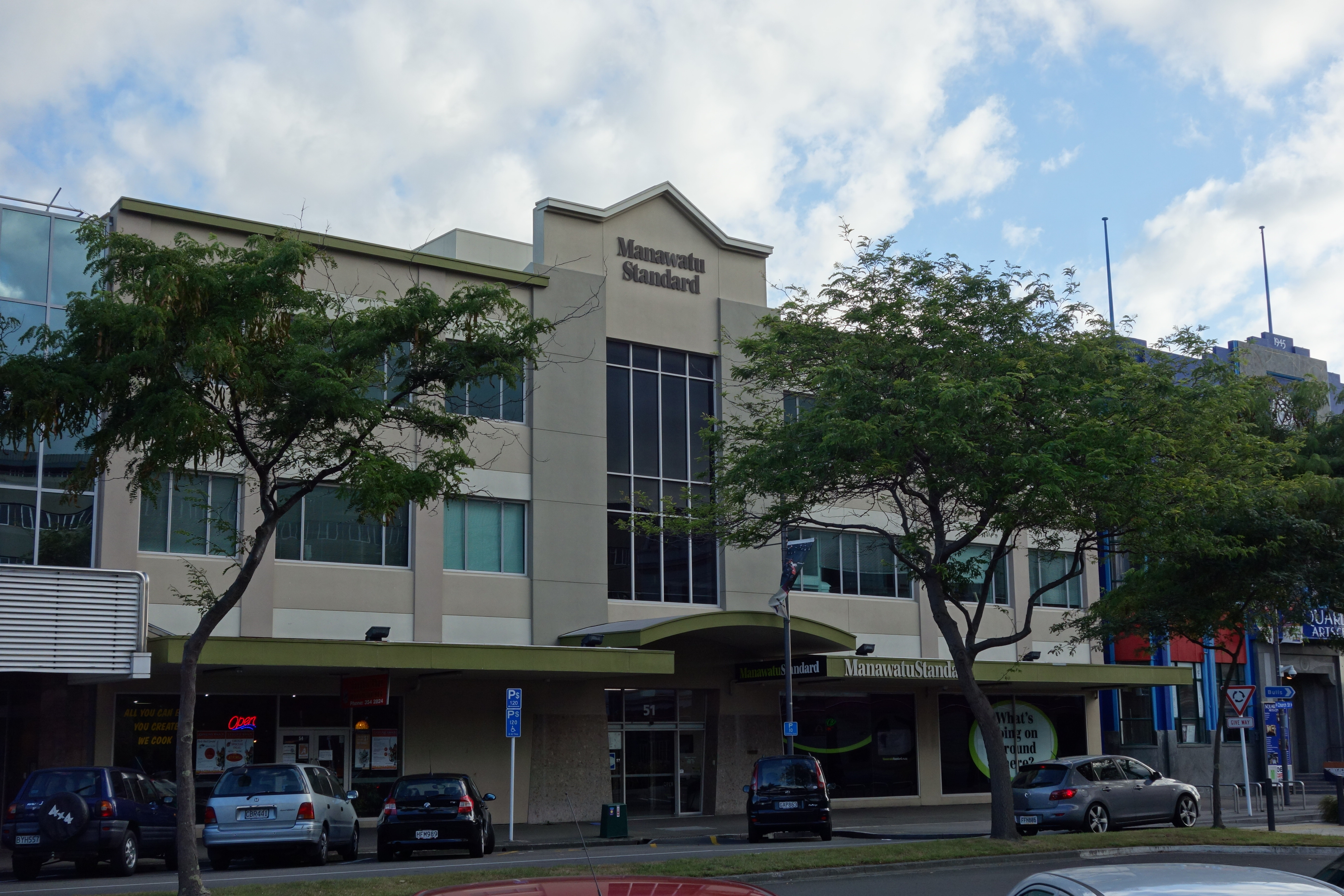
Redaktion des Manawatu Standard

Der Manawatū Standard ist eine regionale Tageszeitung in Neuseeland. Sein Einzugsgebiet liegt im südlichen Teil der Nordinsel in der Region Manawatū-Whanganui. Die Zeitung hat ihren Sitz in Palmerston North.

## Geschichte
Im Jahr 1880 gründeten der irische Lehrer und Journalist Alexander McMinn den Manawatū Standard in Palmerston North. Die erste Ausgabe der Zeitung, die vier Seiten umfasste, enthielt einen Leitartikel von John Ballance, selbst Zeitungsgründer und zu dieser Zeit Mitglied des House of Representatives für Wanganui. Mit ihrer morgendlichen Herausgabe war die Zeitung die erste täglich erscheinende Tageszeitung von Palmerston North. Das Verhältnis zur konkurrierenden Manawatu Times wird als streitbar bezeichnet.
1891 übernahmen die Brüder Frederick und David Pirani den Manawatū Standard und gaben ihn als Abendzeitung heraus. 1903 wurde das Blatt an John Coombe und Norman Henry Nash verkauft. Nach weiteren Wechseln in den Besitzverhältnissen übernahm 1980 die Independent Newspapers Limited die Zeitung und verkaufte sie mit vielen anderen neuseeländischen Tageszeitungen 2003 an den australischen Fairfax Media Konzern.

## Die Zeitung heute
Der Manawatū Standard hatte 2014 eine durchschnittliche tägliche Auflage von 12.357 Exemplaren und erscheint nachmittags, täglich montags bis samstags, wobei die Redaktion der Zeitung nur noch den Lokalteil abdeckt. Der überregionale Teil wird zentral für alle Zeitungen der Fairfax Media Gruppe in Wellington erstellt.